# 徳源院 (古河市)
徳源院（とくげんいん）は、茨城県古河市鴻巣字徳源院にあった臨済宗の寺院。鎌倉・円覚寺の末寺。山号を興王山、院号を徳源院という。明治初期に廃寺となり、現在は古河総合公園の中に跡地が残されている。古河公方ゆかりの寺院であった。

## 歴史
江戸時代後期に書かれた『古河志』・『許我志』では、天正10年（1582年）に逝去した第5代古河公方足利義氏の開基とされている。これは当院過去帳の付記にて、かつての寺名が義氏の法号「香雲院」とされていることが根拠と考えられるが、他の史料による裏付けがない。また、香雲院と呼ばれる寺院が現在の第2代足利政氏の墓所がある埼玉県久喜市の甘棠院の東にあったと伝えられており（ただし、その後廃寺となり現存せず、具体的な場所も不明）、徳源院とは無関係の寺院であった可能性もある。なお、徳源院の前身である芳春院の開山を義氏に仕えていた季龍周興とする文献もある。
一方、『円覚寺史』掲載の末寺帳や鎌倉・東慶寺の文書から、当初は第3代足利高基正室の法号「瑞雲院」を称し、次に第4代足利晴氏正室の「芳春院」、最後に第5代足利義氏の娘・氏姫の「徳源院」と改められたとも考えられており、この場合はさらに時代を遡る。公方家代々の女性にゆかりが深い寺院であるとも言える。
本院は金藏山永僊院・感湖山松月院とともに、古河の「足利開基三ヵ院」と称されていたという（『古河志』）。江戸時代後期は、他の三ヵ院同様に無住持の状態が続き、明治4年（1871年）には廃寺となって、栃木市藤岡町蛭沼・山王寺に合併された。跡地は、現在の古河総合公園の中にあり、茨城県指定文化財（史跡）とされている。

## 文化財
- 古河公方足利義氏墓所：　古河総合公園の桃林に囲まれた一角に徳源院跡があり、大小2つの石塔が残されている。大きな方が氏姫の子、足利義親のものである。石囲いがある小さな方は義氏のものとされ、茨城県指定文化財（史跡）となっている[11]。なお、『古河志』や地元の口伝によれば、小さな石塔は氏姫のものとされている。また、現存する徳源院の過去帳にも義氏の墓があることは明記されておらず、義氏ではなく氏姫の墓である可能性が高い[5]。なお、実際の義氏の葬地については、山口美男は松月院にあったとし[5]、小高春雄は久喜の香雲院にあったとしている[6]。

## 交通
古河総合公園内
- 鉄道
  - 東日本旅客鉄道（JR東日本）宇都宮線古河駅西口から徒歩26分（約2.2 km）、タクシー10分、市内観光用無料レンタル自転車「コガッツ」利用可[12]
  - 東武日光線新古河駅東口から徒歩35分（約2.8 km）